# 米纳斯吉拉斯联邦大学

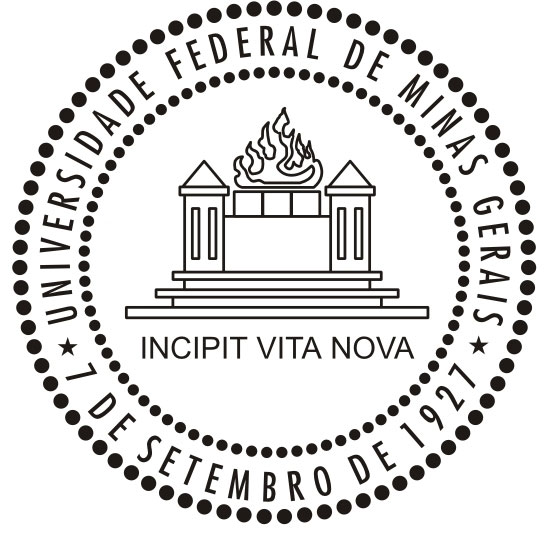
校徽

米纳斯吉拉斯联邦大学（葡萄牙语：Universidade Federal de Minas Gerais，缩写UFMG），是巴西米纳斯吉拉斯州贝洛奥里藏特的一所公立大学。米纳斯吉拉斯联邦大学的规模在各联邦大学中居于首位，2010年在校本科生30,957名，研究生14,838名。